# Bahnhof Lubań Śląski

Der Bahnhof Lubań Śląski ist der Personenbahnhof der Stadt Lubań (Lauban) in der polnischen Oberlausitz in der Woiwodschaft Niederschlesien. Der Bahnhof verknüpft die Bahnlinien nach Jelenia Góra (Hirschberg im Riesengebirge), Leśna (Marklissa), Węgliniec (Kohlfurt) und Zgorzelec (Görlitz Ost). Der Personenverkehr nach Leśna wurde 1991 eingestellt. 
Der Bahnhof wurde 1865 eröffnet und entwickelte sich in den folgenden Jahrzehnten zu einem Eisenbahnknoten in der östlichen Oberlausitz, die damals zur preußischen Provinz Schlesien gehörte. Nach dem Ende des Zweiten Weltkriegs fielen die Gebiete östlich von Lausitzer Neiße und Oder und damit auch Lauban an Polen. Der Verkehrsknoten verlor nach dem Krieg stark an Bedeutung.

## Lage
Der Bahnhof befindet sich südlich der historischen Innenstadt etwa 200 Meter westlich der Kwisa (Queis), die Lubań durchfließt. Die Bahnhofsanlagen liegen etwa in Nord-Süd-Richtung. Von Norden führen die beiden Bahnstrecken aus Węgliniec und Zgorzelec an den Bahnhof heran. Sie begrenzen zugleich das historische Innenstadtgebiet der Stadt.
Das Empfangsgebäude befindet sich in Insellage. Auf der Ostseite mündet die Węgliniecer und auf der Westseite die Zgorzelecer Strecke. Zum Empfangsgebäude im Keil zwischen den beiden Strecken gelangt man über die Ulica Dworcowa (Bahnhofstraße).
Südlich des Empfangsgebäudes vereinen sich beide Strecken und die Bahnstrecke nach Leśna zweigt in Richtung Süden ab. Die Strecke nach Jelenia Góra schwenkt hingegen in Richtung Südosten und überquert danach die Kwisa, die die östliche Grenze der Oberlausitz bildet.

## Geschichte

### Der Weg zum Bahnanschluss
Im Jahr 1853 gründete sich in Hirschberg der Verein für die Vorbereitung der Niederschlesischen Gebirgsbahn, der sich für eine Eisenbahnverbindung über Greiffenberg und Lauban an die Bahnstrecke der Niederschlesisch-Märkischen-Eisenbahn (N.M.E.) in Kohlfurt einsetzte. Auch in Görlitz kamen Stimmen auf, die eine Verbindung von Görlitz über Hirschberg nach Waldenburg forderten. Anfang 1855 rief der Görlitzer Magistrat zur Zeichnung von Aktien auf. Das Stammkapital in Höhe von 1,5 Millionen Taler hatte man binnen eines halben Jahres erreicht. Die Mittel privater Investoren waren damit erschöpft. Die Konzession zum Bau der Bahnstrecke hatte man bereits vor der Aktienzeichnung erlangt. Das erforderliche Baukapital von 6 Millionen Talern konnte jedoch bei den Regierung in Berlin nicht akquiriert werden, da Berlin damals kein Interesse an der Erschließung der armen Region hatte und die Realisierung einer grenzüberschreitenden Bahnlinie nach Österreich aus verschiedenen Gründen nicht möglich war. Die Unternehmung ruhte für mehrere Jahre.
In den 1860er Jahren gewann die schlesische Steinkohle an Bedeutung. Der preußische Landtag beschloss am 22. Januar 1862 den Bau der Schlesischen Gebirgsbahn (S.G.B.) von Waldenburg über Lauban nach Kohlfurt. Die Stadt Görlitz fürchtete vom Verkehr von Berlin nach Schlesien abgekoppelt zu werden und stellte unentgeltlich Land zur Verfügung um den Bau einer Zweiglinie von Lauban nach Moys und hier Anschluss an die N.M.E. zu erreichen. Das Vorhaben gelang.

### Die Eisenbahn erreicht Lauban
Am 13. August 1863 fanden in Lauban und Görlitz Feierlichkeiten aus Anlass des Baubeginns statt. Der erste Spatenstich erfolgte in Lauban in der Nähe des Nikolaitors. Im September begannen die Arbeiten zwischen Kohlfurt und Lauban. Bereits am 13. Juli 1865 verkehrte der erste Probezug zwischen Görlitz und Lauban. Die Abnahme der Strecke samt Bauwerke fand am 18. September des gleichen Jahres statt. Die Strecke nach Kohlfurt konnte 12 Tage zuvor baupolizeilich abgenommen werden. Am 20. September fand die Einweihungen der Hauptbahn zwischen Kohlfurt und Reibnitz sowie der Nebenbahn zwischen Lauban und Görlitz statt. Erst mit der Fertigstellung des Boberviadukts konnten die Züge am 20. August 1866 den Verkehr nach Hirschberg aufnehmen. Die Eröffnung des letzten Teilabschnitts bis Waldenburg (Hauptbahnhof Waldenburg-Dittersbach) verzögerte sich, weil sich die Fertigstellung des Rohrlacher Tunnels verzögerte. Am 15. August 1867 konnte der Betrieb bis Waldenburg aufgenommen werden.
Der Laubaner Bahnhof wurde in Insellage errichtet und besaß auf der Kohlfurter und auf der Görlitzer Seite jeweils vier Gleise, davon zwei Bahnsteiggleise. Auf der Görlitzer Seite entstanden die Ortsgüteranlagen mit Güterschuppen, Ladestraße, Kopf- und Seiten- sowie Holzladerampe. Im teils zweistöckigen Empfangsgebäude befanden sich im Eingangsbereich die Diensträume der Bahn- und Postbeamten, danach schloss sich im Mitteltrakt der Wartesaal für Reisende der dritten und vierten Klasse an. Der Wartesaal für Reisende der ersten und zweiten Klasse war im Südflügel untergebracht. Zwischen beiden Wartesälen befand sich der Küchen- und Büfettrakt. Dem Empfangsgebäude schlossen sich südlich in einer Achse der Eiskeller, eine Drehscheibe und ein dreigleisiger Rechtecklokschuppen mit sechs Lokständen an.
Der Lokschuppen erwies sich bald als zu klein. Im Jahr 1868 erhielt Lauban die Zusage für den Bau einer Königlichen Hauptwerkstätte. Zwischen dem Bahnhof und Kerzdorfer Straße entstanden jeweils zur Hälfte auf Laubaner und Kerzdorfer Flur ein 21-ständiger Ringlokschuppen, Lok- und Wagenwerkstätten sowie eine Schmiede samt den dazugehörigen Gleisanschlüssen. Die Werkstätten wurden die nächsten Jahrzehnte kontinuierlich erweitert. Ab 1917 wurden in der Königlichen Hauptwerkstatt Lauban Elektrolokomotiven aufgearbeitet. Das spätere Reichsbahnausbesserungswerk Lauban entwickelte sich zu einer der bedeutendsten Werkstätten für die Aufarbeitung von Elektrolokomotiven.

Das Empfangsgebäude um 1910

Seit 1896 mündete die Stichbahn nach Marklissa am Südkopf des Bahnhofs ein. Die Züge nach Marklissa begannen am Kopfbahnsteig im Süden des Empfangsgebäudes. Im Jahr 1905 wurde das zweite Streckengleis nach Görlitz in Betrieb genommen. Der Verkehr auf der einstigen Zweigstrecke nach Görlitz hatte den der Hauptstrecke nach Kohlfurt überholt. Die einstige Stammstrecke der S.G.B. wurde deshalb Anfang der 1890er Jahre zur Nebenbahn herabgestuft und die Görlitzer Strecke zur Hauptbahn erhoben.

### Bahnhofserweiterung und Elektrifizierung
Der Rechteckschuppen wurde 1910 um einen dreigleisigen Anbau erweitert und erhielt eine Ladestation für die in Lauban stationierten Akkumulatortriebwagen. Zu gleich wurde die am Stellwerk Lst (Lauban Südturm) einmündende Strecke aus Marklissa um 150 Meter südwärts verlegt und das bisherige Streckengleis als Ausziehgleis genutzt. Neben dem Eiskeller entstand ein Ölkeller und dahinter der Wasserturm. Auch das Empfangsgebäude wurde erweitert. Es erhielt in Richtung Norden einen Vorbau. Die Post war bereits zuvor in ein eigenes Gebäude auf dem Bahnhofsvorplatz umgezogen.
Den Betrieb stellten zu dieser Zeit drei Stellwerke sicher: Lot (Lauban Ostturm) auf der Kohlfurter Seite, Lst (Lauban Südturm) an der Ausfahrt nach Hirschberg und Marklissa sowie Lwt (Lauban Westturm) auf der Görlitzer Seite. Auf der Ostseite lagen 12 Gleise nebeneinander. Die Gleisnummern auf dieser Seite waren mit einem kleinen o für Ostseite versehen. Auf der Westseite reichte die Gleisnummerierung bis Gleis 29w, wobei die Gleise 14w bis 29w zur Königlichen Hauptwerkstätte Lauban (später RAW Lauban) gehörten.

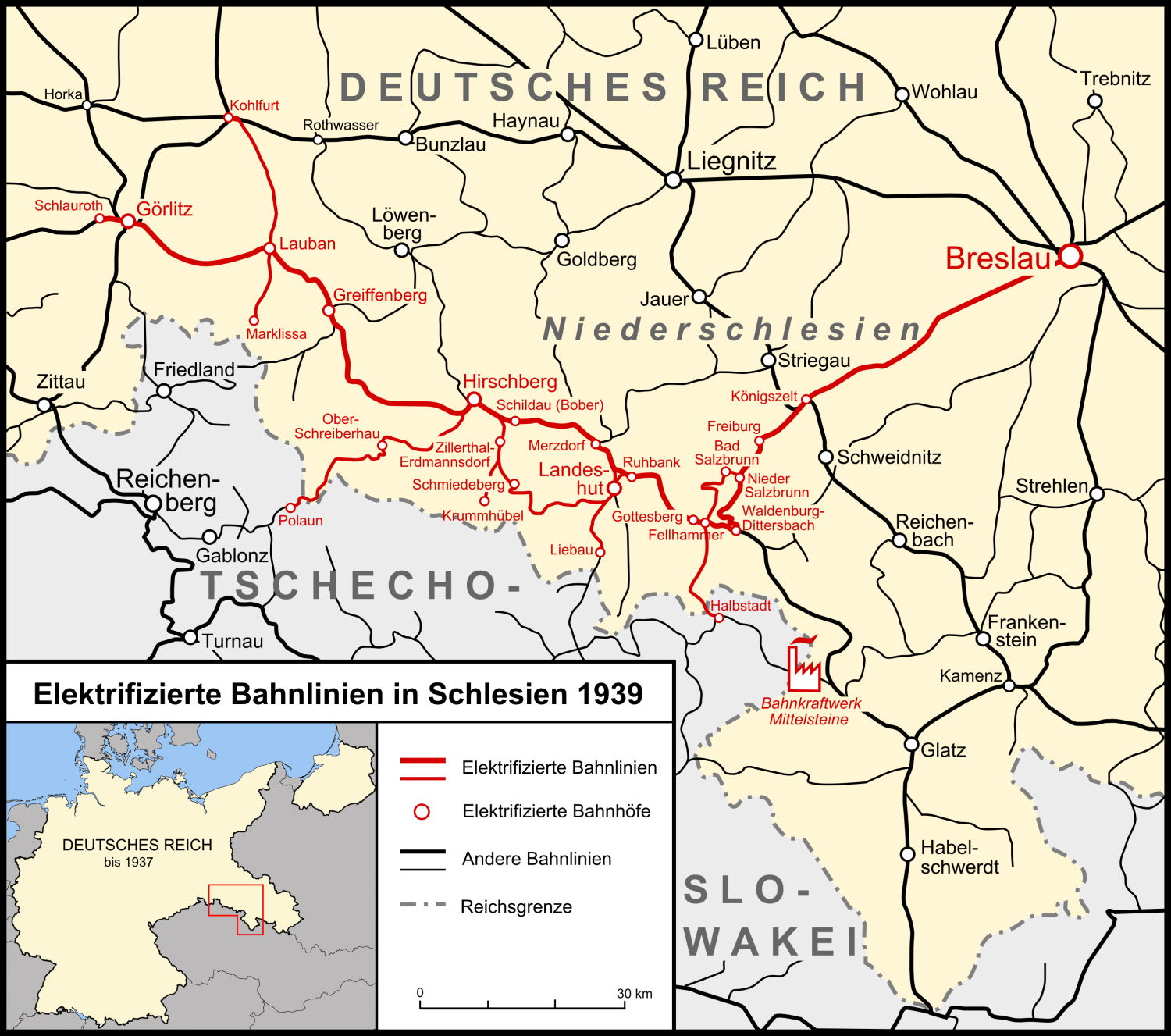
Karte des elektrifizierten schlesischen Eisenbahnnetzes bis 1939

Der preußische Landtag bewilligte am 30. Juni 1911 Mittel zur Elektrifizierung der Hauptstrecke Lauban-Königszelt sowie einiger Nebenstrecken. 1913 begannen die Arbeiten für die Elektrifizierung am Bahnhof. Der Ausbruch des Ersten Weltkriegs verzögerte jedoch die Fertigstellung der Arbeiten. Das Unterwerk Lauban wurde 1917 an der Südausfahrt westlich der Strecke nach Marklissa fertiggestellt. Es ging jedoch erst 1922 in Betrieb. Das Unterwerk erhielt ein Anschlussgleis, das vom oben genannten Ausziehgleis abzweigte. Direkt neben dem Unterwerk entstand die Fahrleitungsmeisterei. Am 15. April 1922 wurde der elektrische Eisenbahnverkehr auf dem 52 Kilometer langen Teilstück zwischen Lauban und Hirschberg aufgenommen. Die Strecke wurde mit dem in Deutschland üblichen Bahnstromsystem mit einer Wechselspannung von 15 Kilovolt und einer Frequenz von 16 ⅔ Hertz.

### Zweiter Weltkrieg
1939 wurde das Stellwerk Lst vom Standort an der doppelten Gleisverbindung zwischen Gleis 2 und 3 weiter südlich versetzt. Als neuer Standort wurde ein Grundstück westlich der doppelten Gleisverbindung zwischen Gleis 1 und 2 in Höhe der Einmündung der Strecke von Marklissa gewählt. Westlich vom Stellwerk entstand während des Zweiten Weltkriegs das sogenannte Ostarbeiterlager – ein Lager für die auf dem Bahnhof eingesetzten Zwangsarbeiter.
In den letzten Kriegsmonaten näherte sich die Ostfront der Stadt. Große Teile der Bevölkerung flohen in Richtung Westen. Auch das RAW wurde evakuiert. Vier Räumzüge verließen das RAW mit Ziel Linz. Am 17. Februar 1945 begann die Rote Armee den Angriff auf Lauban. Sowjetische Artillerie und die Luftwaffe nahmen die Stadt unter Beschuss. Bei den dreiwöchigen Kämpfen wurde die Stadt und auch das Bahnhofsgelände, das Unterwerk und das RAW stark beschädigt. Das Empfangsgebäude war ausgebrannt. Zwischenzeitlich kontrollierten die sowjetischen Truppen auch Teile der Schlesischen Gebirgsbahn und unterbrachen damit die Versorgungswege nach Oberschlesien. Auch der elektrische Bahnbetrieb war unterbrochen. Am 8. März hatten Wehrmachtstruppen die Stadt wieder zurückerobert. Kurz darauf wurde der Bahnbetrieb auf der Schlesischen Gebirgsbahn wieder aufgenommen. Die Stadt blieb bis zum Kriegsende unbesetzt.

### Nachkriegszeit
Nach dem Ende des Kriegs fiel der östliche Teil der Oberlausitz an Polen. Die Stadt wurde anschließend in Lubań umbenannt. Der Bahnhof erhielt zur eindeutigen Identifizierung den Namenszusatz Śląski (dt. Schlesien). Die Polnische Staatsbahn (PKP) übernahm den Verkehr auf sämtlichen Strecken von Lubań aus. Das zweite Streckengleis der Schlesischen Gebirgsbahn wurde 1946 als Reparationsforderung der Sowjetunion abgebaut. Unter der PKP normalisierte sich der Bahnbetrieb allmählich wieder, jedoch fand kein elektrischer Betrieb mehr statt.
Das einstige RAW Lauban firmierte von nun an unter der Bezeichnung Zakłady Naprawcze Taboru Kolejowego (ZNTK) Lubań (dt. Ausbesserungswerk). Auch unter polnischer Leitung und trotz der fehlenden Anbindung an das elektrifizierte Netz war das Werk ab den 1970er Jahren auch wieder für die Instandhaltung von Elektrolokomotiven zuständig. Erst 1986 erreichte der elektrische Fahrdraht wieder den Bahnhof. Die Bahnstrecke wurde diesmal mit drei Kilovolt Gleichstrom elektrifiziert. Die Eröffnung fand am 20. Dezember 1986 statt. Der elektrische Betrieb war nun wieder bis Węgliniec (Kohlfurt) möglich. Die Węgliniecer Strecke entwickelte sich wieder zur Hauptbahn. In Richtung Görlitz/Zgorzelec endete die Oberleitung am westlichen Bahnhofskopf. Die Strecke wurde zur Nebenbahn herabgestuft. Zwischen 2002 und 2008 war der Bahnverkehr zwischen Lubań und Zgorzelec eingestellt.
Im Jahr 2000 meldete ZNTK Lubań Insolvenz an. In den folgenden Jahren wurden die Gleise zum ehemaligen Ausbesserungswerk abgebaut. Die Werkshallen stehen seit dem leer und verfallen, einige Hallen wurden bereits abgerissen. Der Ringlokschuppen ist formell als Baudenkmal eingestuft und entsprechend gekennzeichnet, verfällt jedoch unkontrolliert und ist 2017 im Einsturz begriffen.

## Verkehr

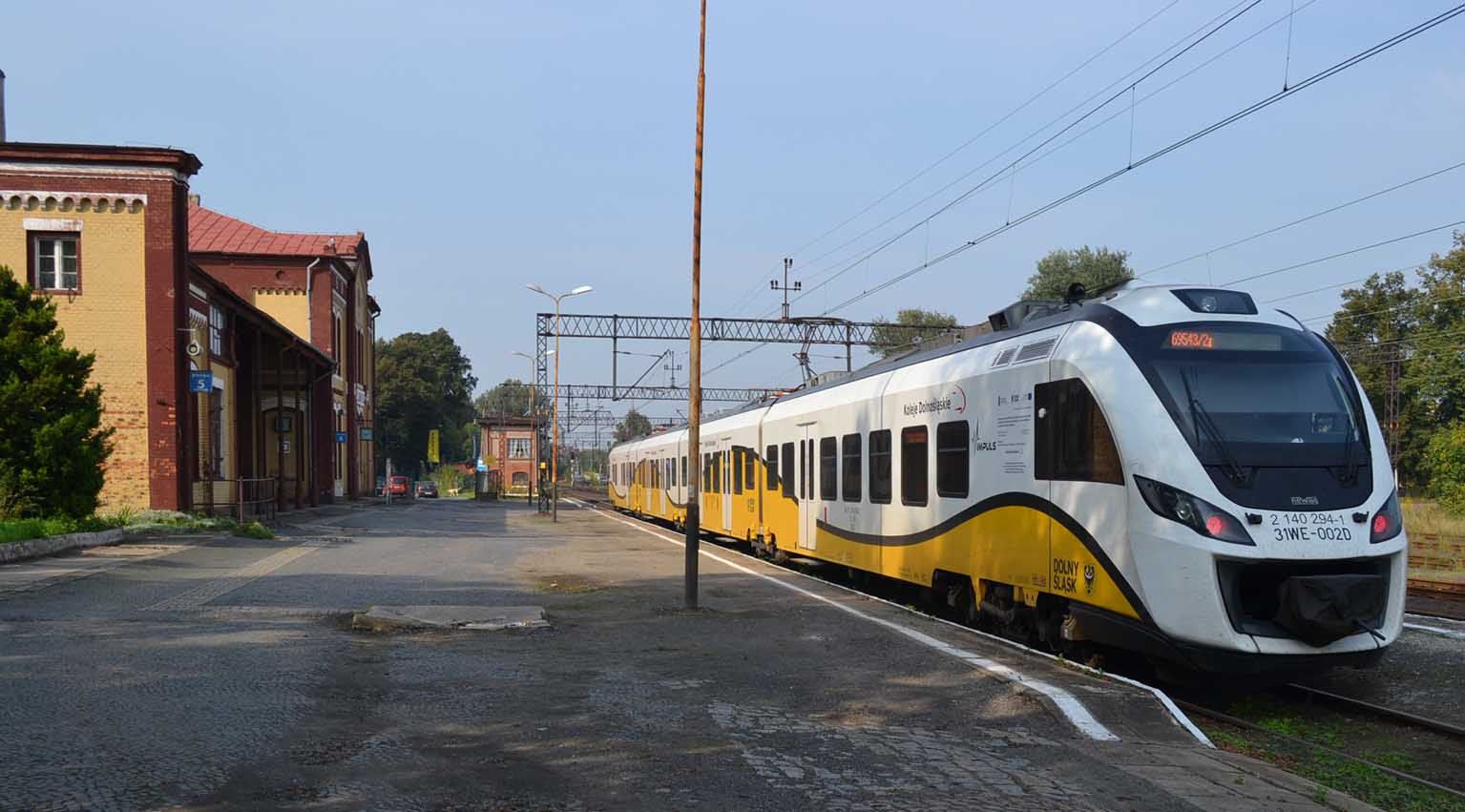
Impuls-Triebzug im Bahnhof Lubań Śląski, 2014

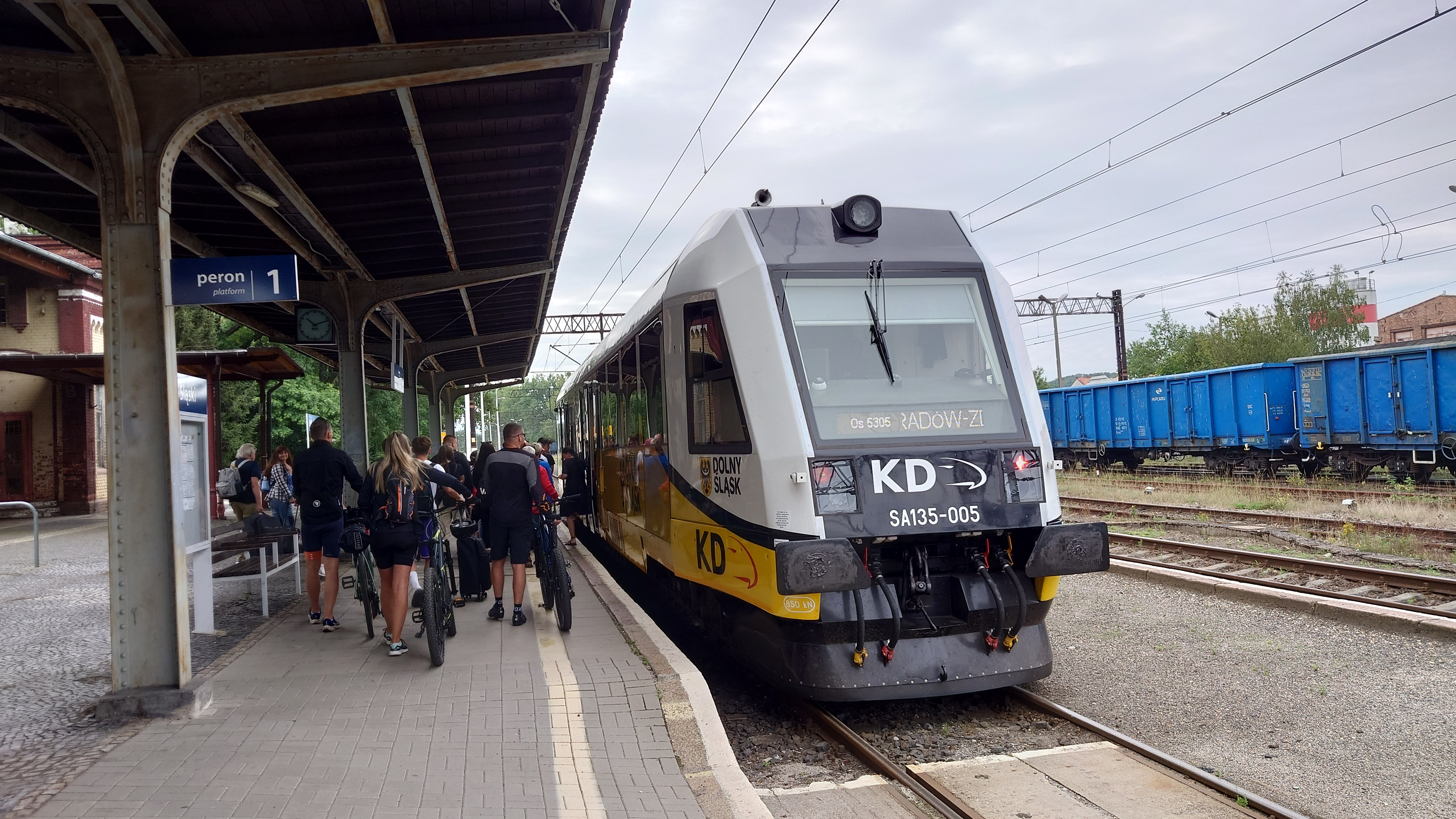
Triebwagen der Baureihe SA135 im Bahnhof Lubań Śląski als Zug nach Świeradów-Zdrój über Gryfów Śląski, 2024

Ab 1. August 2012 verkehrten am Bahnhof lediglich Personenzüge der Koleje Dolnośląskie auf der Relation Jelenia Góra – Zgorzelec – Węgliniec. Zwei der Zugpaare wurden ab Węgliniec nach Żary (Sorau) und jeweils ein Zugpaar nach Legnica (Liegnitz) bzw. Breslau verlängert. Im Herbst-Fahrplan 2016 wird die D19 bezeichnete Relation mit sechs Zugpaaren bedient, wobei zwei mit dieselelektrischen Schienenbussen über Węgliniec (Kohlfurt) nach Żary (Sorau) und sogar zeitweise bis Zielona Góra (Grünberg) verlängert wurden. Wichtiger ist die Relation D1 über Węgliniec und Legnica (Liegnitz) nach Breslau. Für die sieben Zugpaare wurden vierteilige elektrische Triebzüge des Typs 31WE aus der IMPULS-Familie von Newag eingesetzt. 
| Linienverlauf | Taktfrequenz | Betreiber           |
| --- | ------------ | ------------------- |
| Jelenia Góra – Stara Kamienica – Gryfów Śląski – Lubań Śląski – Zgorzelec – Węgliniec (– Żary bzw. Legnica – Wrocław Główny) | 5 Zugpaare   | Koleje Dolnośląskie |